# Kusamono

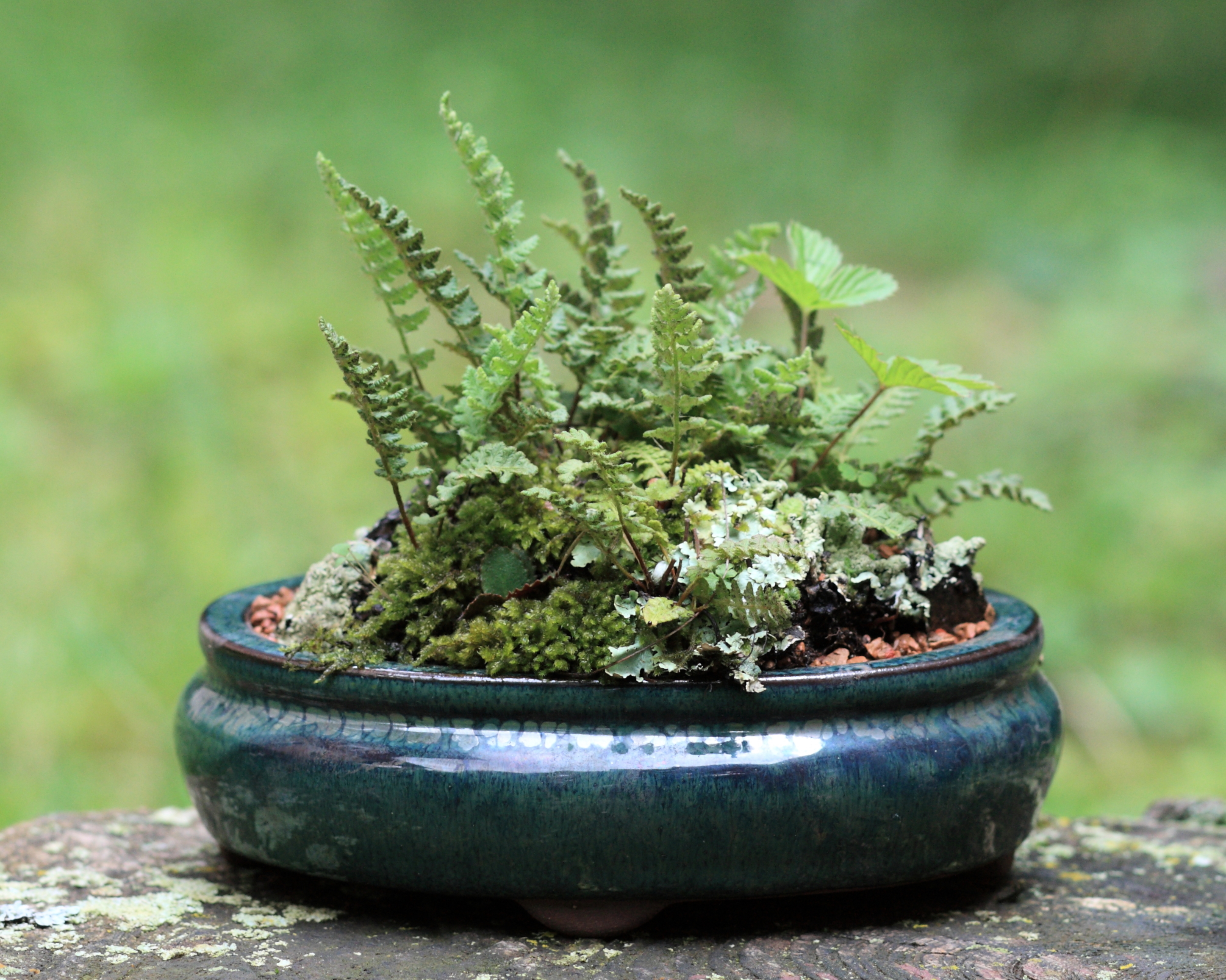
Un kusamono fet de plantes de Connecticut, durant l'estiu

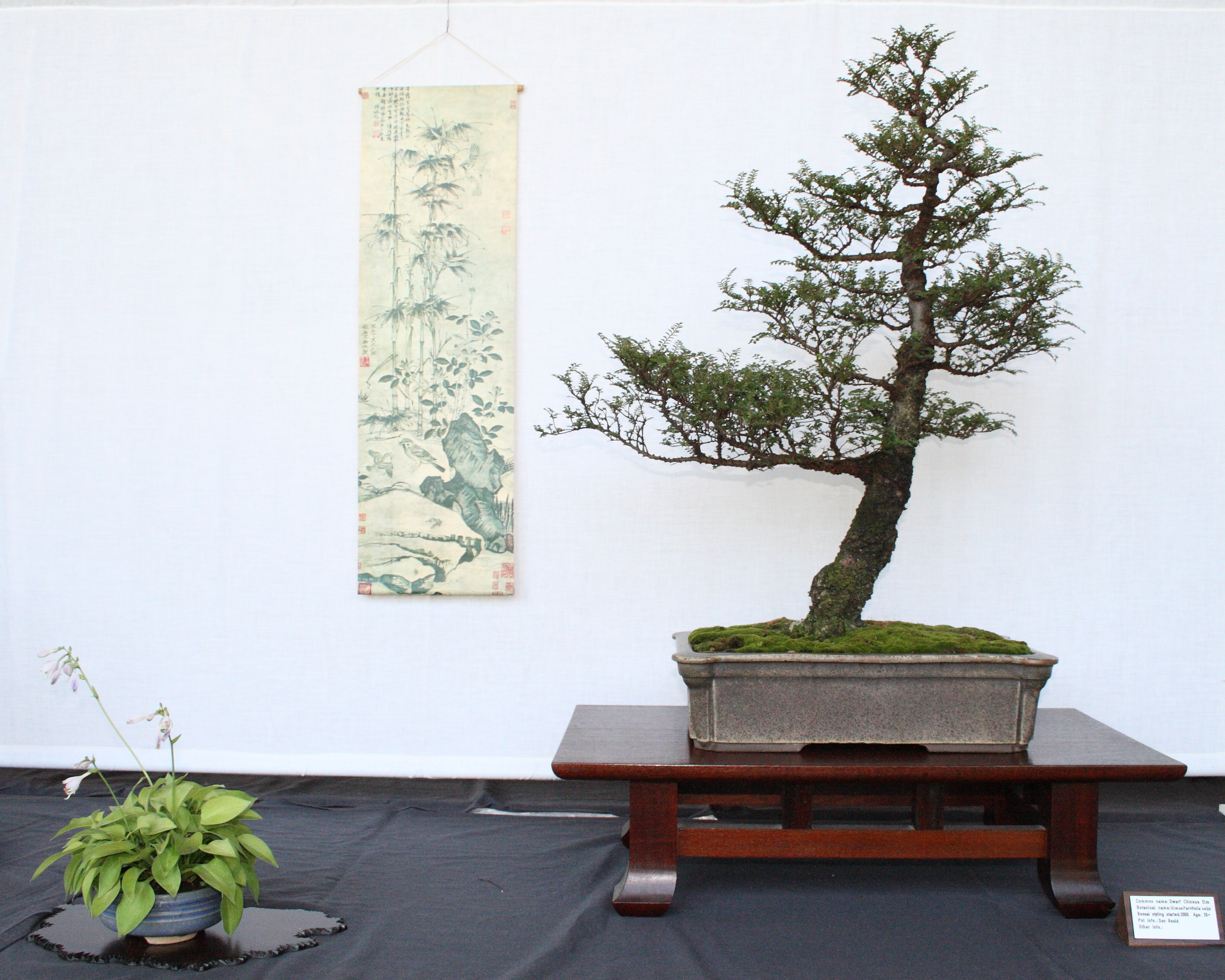
Una shitakusa en miniatura hosta (front esquerre) com a part d'una presentació de bonsai formal

Kusamono (literalment "acompanyament herbaci") i shitakusa (literalment "sota l'herba") són una col·lecció de plantes en test dissenyades tant per l'acompanyament amb bonsai, com en solitari. Normalment el terme kusamono s'utilitza quan la sembra es mostra com el centre d'atenció, mentre que el terme shitakusa s'utilitza per a les plantacions que acompanyen a les presentacions per bonsai. A diferència de les plantes auxiliars (que estan en el test del bonsai), el kusamono i la shitakusa es mostren per separat en tests especials, trossos de fusta o fins i tot pedres. Les plantes utilitzades són típicament molsa, herba, líquens, petites flors, bambú o bulbs, que poden realçar la bellesa o reflectir una certa temporada.